# Елизабет фон Йотинген
Елизабет фон Йотинген (на немски: Elisabeth von Oettingen; Elisabeth von Leuchtenberg; * ок. 1355/1360; † 9 юли 1406) е графиня от Йотинген в Швабия, Бавария и чрез женитба ландграфиня на Лойхтенберг.
Тя е дъщеря на граф Лудвиг XI (X) фон Йотинген († 1370) и съпругата му графиня Имагина фон Шауенбург († 1377), дъщеря на граф Хайнрих V фон Шаунберг († 1353/1357) и Анна фон Труендинген († 1331/1337). Сестра е на Фридрих III († 1423), Фридрих IV († 1415), който е княжески епископ на Айхщет (1383 – 1415), и на Лудвиг XII (XI) († 1440), който е дворцов майстер при крал Сигизмунд Люксембургски.
Елизабет става дворцова дама при роднината си курфюрст и немски крал Рупрехт III († 1410).
Елизабет фон Йотинген подарява на манастирската църква Нойщат ан дер Хаарт (днес Нойщат ан дер Вайнщрасе), мемория и гробно место на владетелската фамилия Вителсбах, една ценна сбирка от 52 реликви на Светии в два сребърни съда, които през реформацията се загубват. Като роднина на Вителсбахите тя е погребана при тях в тази църква.

## Фамилия
Елизабет се омъжва ок. 1 април 1376 г. за ландграф Албрехт I фон Лойхтенберг († 1415). Те имат децата:
- Албрехт († 1404), неженен
- Маргарета (* ок. 1378; † сл. 1415), омъжена за Георг фон Ортенбург († 1422)[7]
- Улрих III (* ок. 1380; † 1411)
- Леополд (* ок. 1382; † 1463), ландграф на Пфраймд-Щирберг, от 1440 г. имперски княз, женен на 27 август 1424 г. във Фюнфкирхен за Лиза фон Алб (* ок. 1400)
- Йохан (* ок. 1384)